# Indirana leithii
Indirana leithii är en groddjursart som först beskrevs av George Albert Boulenger 1888.  Indirana leithii ingår i släktet Indirana och familjen Ranixalidae. IUCN kategoriserar arten globalt som sårbar. Inga underarter finns listade i Catalogue of Life.